# Devon Dotson
Devon Dotson (Chicago, Illinois, 2 de agosto de 1999) es un baloncestista estadounidense que pertenece a la plantilla del Beşiktaş Jimnastik Kulübü de la BSL turca. Con 1,85 metros de estatura, ocupa la posición de base.

## Trayectoria deportiva

### Universidad

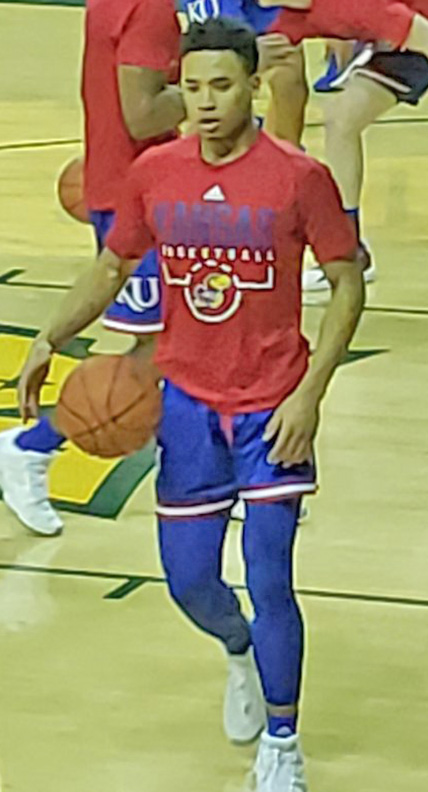
Devon Dotson con Kansas en 2019.

Jugó dos temporadas con los Jayhawks de la Universidad de Kansas, en las que promedió 14,9 puntos, 3,8 rebotes, 3,7 asistencias y 1,7 robos de balón por partido. En su segunda temporada fue incluido junto a su compañero Udoka Azubuike en el segundo equipo comsensuado All-American, apareciendo además en el mejor quinteto de la Big 12 Conference. Ya en su primera temporada había aparecido en el mejor quinteto de rookies de la conferencia y en el tercer mejor quinteto absoluto.

#### Estadísticas
| Año     | Equipo | PJ | PT | MPP  | %TC  | %3P  | %TL  | RPP | APP | ROB | TPP | PPP  |
| ------- | ------ | -- | -- | ---- | ---- | ---- | ---- | --- | --- | --- | --- | ---- |
| 2018–19 | Kansas | 36 | 36 | 32.4 | .482 | .363 | .782 | 3.7 | 3.5 | 1.4 | .1  | 12.3 |
| 2019–20 | Kansas | 30 | 30 | 34.9 | .468 | .309 | .830 | 4.1 | 4.0 | 2.1 | .1  | 18.1 |
| Total   | Total  | 66 | 66 | 33.6 | .474 | .332 | .808 | 3.8 | 3.7 | 1.7 | .1  | 14.9 |

### Profesional
Tras no ser elegido en el Draft de la NBA de 2020, el 19 de noviembre firmó un contrato dual con los Chicago Bulls de la NBA y su filial en la G League, los Windy City Bulls. El 16 de enero de 2022 fue despedido por los Bulls.
El 20 de noviembre de 2022, firma un contrato two-way con los Washington Wizards, pero gran parte de la temporada fue asignado a su filial, el Capital City Go-Go de la G-League. El 17 de enero de 2023 es cortado, para a los 2 días volver a ser fichado directamente por el filial de la G League del conjunto de Washington.
El 19 de octubre de 2023, firma de nuevo con los Capital City Go-Go de la G-League, esta vez un contrato de 10 días, pero vuelve a ser despedido al día siguiente. El 30 de octubre, de nuevo los Capital City Go-Go, anuncian que formará de nuevo parte del equipo americano, donde promedió 16,2 puntos, 5 rebotes y 6,2 asistencias.
El 18 de marzo de 2024, firma por el Obradoiro CAB de la Liga Endesa con la finalidad de ayudar a lograr la salvación del conjunto gallego. En 9 partidos lograría unos promedios de 13 puntos, 2,9 rebotes y 2,7 asistencias en 25:06 minutos de media, llamando la atención de algunos clubs europeos por su faceta anotadora.
El 16 de julio de 2024 fichó por el Joventut de Badalona de la Liga ACB por dos temporadas.
El 13 de julio de 2025 firmó contrato con el Beşiktaş Jimnastik Kulübü de la BSL turca.

## Estadísticas de su carrera en la NBA

### Temporada regular
| Año     | Equipo     | PJ | PT | MPP | %TC  | %3P  | %TL  | RPP | APP | ROB | TPP | PPP |
| ------- | ---------- | -- | -- | --- | ---- | ---- | ---- | --- | --- | --- | --- | --- |
| 2020-21 | Chicago    | 11 | 0  | 4.5 | .524 | .143 | –    | .5  | .6  | .4  | .0  | 2.1 |
| 2021-22 | Chicago    | 11 | 0  | 7.7 | .478 | .222 | .556 | .8  | 1.4 | .1  | .0  | 2.6 |
| 2022-23 | Washington | 6  | 0  | 8.8 | .100 | .250 | –    | 1.7 | 1.3 | .8  | .0  | .5  |
| Total   | Total      | 28 | 0  | 6.7 | .426 | .200 | .556 | .9  | 1.1 | .4  | .0  | 2.0 |